# HD 202206 c
HD 202206 c (بالإنجليزية: HD 202206 c)‏ الذي يرمز له بالرمز HD 202206c، هو كوكب خارج المجموعة الشمسية، وكوكب حول نجم ثنائي، في كوكبة الجدي (كوكبة)، يتبع HD 202206 ‏.
يدور الكوكب 3.07 مرة أبعد من ذلك وهو أقل كتلة بنسبة 85 ٪ من الرفيق الأول ، وله نصف سعة 42 م/ث فقط. الحد الأدنى لكتلته هو 2.44 مرة من كوكب المشتري ومن المحتمل أن يكون قطره بنفس حجم كوكب المشتري تقريبا.الرنين المداري للكوكب الذي يدور حول القزم البني هو 5:1.
قامت المراقبة الإضافية لهذا النظام عبر القياس الفلكي بمراجعة هذه الصورة في عام 2017 ، مما يدل على أن إتش دي 202206 سي هو قزم بني أو كوكب المشتري الفائق ، مع كتلة حقيقية تبلغ 17.9 ضعف كتلة كوكب المشتري ، في مدار دائري حول زوج من النجوم التي تدور حول بعضها البعض.

## الاكتشاف
اكتشف في 16 نوفمبر 2004.